# ماهیچه‌پاروسانان
ماهیچه‌پاروسانان (نام علمی: Myodocopida) نام یک راسته از زیررده ماهیچه‌پارویان است.